# Estadio Municipal de Concepción
Estadio Municipal Alcaldesa Ester Roa Rebolledo, mer känt under namnet Estadio Municipal de Concepción (svenska: Concepcións kommunalarena) är en multiarena i Concepción, Biobío-regionen i Chile. Arenan invigdes den 16 september 1962, och rymmer cirka 30 000 åskådare.